# Klinikum Ingolstadt

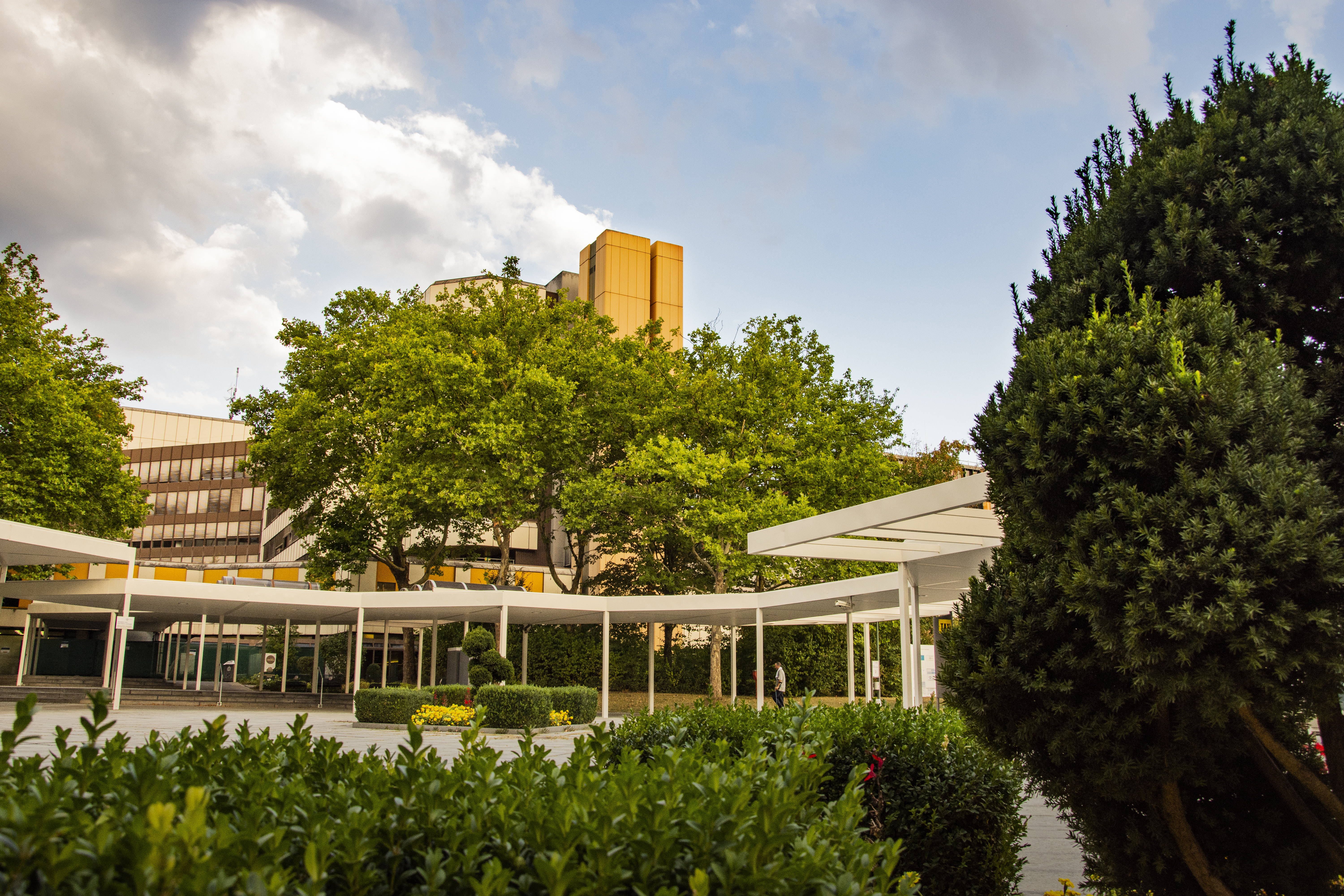
Klinikum Ingolstadt

Das Klinikum Ingolstadt ist das größte Krankenhaus für Ingolstadt und die Region.

## Allgemeines
Als Klinik der Versorgungsstufe II ist es Schwerpunktversorger und erfüllt in Diagnose und Therapie auch überörtliche Aufgaben. Das Klinikum Ingolstadt ist das viertgrößte kommunale Krankenhaus in Bayern und verfügt über 1.073 Betten, verteilt auf 21 Fachbereiche. Auf den über 50 Stationen sind über 3700 Mitarbeiter beschäftigt, 20 % davon sind Männer. Damit ist das Klinikum Ingolstadt zweitgrößter Arbeitgeber in Ingolstadt. Es werden jährlich mehr als 100.000 Patienten stationär und ambulant behandelt und rund 2.900 Babys geboren.
Das Klinikum Ingolstadt GmbH ist eine gemeinnützige GmbH mit mehreren Tochterunternehmen. Eigentümer ist der Krankenhauszweckverband Ingolstadt, dessen Anteile die Stadt Ingolstadt (76,60 Prozent) sowie der Bezirk Oberbayern (23,40 Prozent) halten. In der Unternehmensstruktur wird die akute Gesundheitsversorgung verknüpft mit Prävention, ambulanter Versorgung sowie mit Wohnen und Leben im Alter. Vorsitzender des Krankenhauszweckverbandes ist der regierende Oberbürgermeister von Ingolstadt.
Das Klinikum Ingolstadt ist Lehrkrankenhaus der Ludwig-Maximilians-Universität München in den Fachbereichen Anästhesie, Chirurgie, Innere Medizin und Psychiatrie. Zudem ist das Klinikum in einen internationalen studentischen Austausch eingebunden.

## Geschichte
1969 beschloss der Ingolstädter Stadtrat den Bau eines neuen Krankenhauses in Ingolstadt als Ersatz für das innerstädtische Krankenhaus in der Sebastianstraße. Zunächst hatte man das Gelände am Volksfestplatz hinter der Friedenskaserne als Standort ins Auge gefasst, sich dann aber doch für den heutigen Standort außerhalb der Innenstadt entschieden. Der Bau begann nach einigen Startschwierigkeiten allerdings erst 1977 und Anfang 1982 konnten die ersten Patienten im Klinikum behandelt werden. Die Baukosten beliefen sich auf etwa 400 Millionen DM. In den darauffolgenden Jahren wurde der Komplex mehrfach erweitert und ergänzt. Heute gibt es im Rahmen einer Generalsanierung, die über einen Zeitraum von etwa 20 Jahren geplant ist, auch immer wieder Baustellen und Veränderungen.

### Generalsanierung
Die Baumaßnahmen des ersten Bauabschnitts der Sanierung wurden 2017 abgeschlossen. Der neue OP-Bereich, die Geburtshilfe und die Neonatologie sind Mitte 2017 in Betrieb gegangen. Ab 2018 wurden die Intensivstationen und der Untersuchungs- und Behandlungsbereich saniert. Das Ende der ersten Hälfte des zweiten Bauabschnitts wurde im Sommer 2019 erreicht. Eine Prüfung auf mögliche Optimierung der Sanierungsvorhaben ergab in diesem Jahr, dass mit einer Bauzeit von 23 Jahren zu rechnen sei und das Sanierungskonzept wurde entsprechend angepasst. Es wurde ein Ersatz-Neubau und die Errichtung eines neuen Bettentraktes in Erwägung gezogen. Infolge der Diskussionen über den Umbau oder einen möglichen Neubau – uns den jeweiligen Umfang – wurde die Generalsanierung im Jahr 2020 schließlich zunächst gestoppt.
Im Jahr 2020 beliefen sich die erwarteten Kosten für die Generalsanierung auf 320 Millionen Euro. Diese Summe erhöhte sich im Jahr 2022 auf 345 Millionen Euro. Die Kostensteigerungen hingen mit dem Umbau der Intensivstationen, der Stroke-Unit sowie der Linksherzkathetermessplätze zusammen. Im Sommer 2022 gaben das Bayerische Staatsministerium für Finanzen und das Bayerische Staatsministerium für Gesundheit und Pflege bekannt, dass der Neubau der Psychiatrie des Klinikums Ingolstadt im Rahmen der Generalsanierung mit über 30 Millionen Euro von Seiten des Bundeslandes unterstützt wird.

### Korruptionsaffäre
2016 ermittelte die Staatsanwaltschaft gegen den langjährigen Klinikumsleiter Heribert Fastenmeier wegen des Verdachts der Untreue, Vorteilsannahme und Bestechlichkeit, woraufhin dieser kündigte. Die Ermittlungen wurden auch auf den ehemaligen Oberbürgermeister Alfred Lehmann ausgeweitet. Im November 2017 wurde gegen den seit April in Untersuchungshaft befindlichen Fastenmeier Anklage erhoben, der wenig später Suizid verübte. Lehmann wurde im Zusammenhang mit der Veräußerung des alten innerstädtischen Krankenhauses im Oktober 2019 wegen Bestechlichkeit zu zwei Jahren Haft auf Bewährung und einer Geldstrafe von 380.000 € verurteilt.

### Umstrukturierung in der COVID-19-Pandemie
Im Zuge der COVID-19-Pandemie in Deutschland setzten Umstrukturierungsmaßnahmen in der Notfallklinik des Klinikum Ingolstadt ein. Die Räumlichkeiten wurden in einen Bereich für die Versorgung normaler Notfälle und einen Berich für die Behandlung von Isolationsfällen aufgeteilt. Dabei wurden acht Behandlungsräume eines Flures und dann ein weiterer Flur abgeriegelt. Schließlich wurde die gesamte frühere Notaufnahme zu einem Isolationsbereich. Die Notfallversorgung ging im Zuge dessen in den Kurzliegerbereich über. Somit verdoppelte sich die Kapazität der Notaufnahme, woraufhin auch eine Verdopplung der Schichtbesetzungen erfolgte.

## Einrichtungen

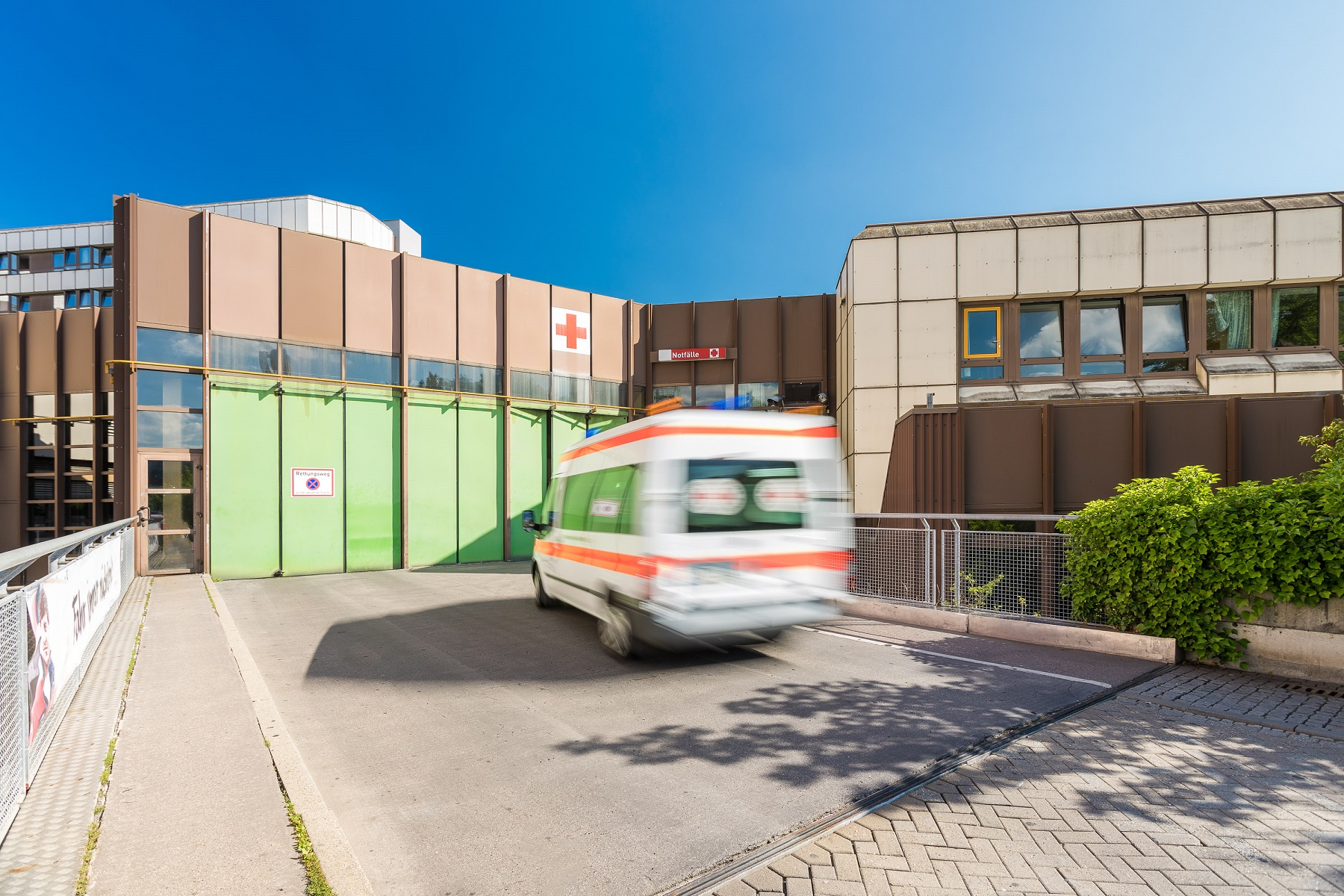
Einfahrt zur Notaufnahme

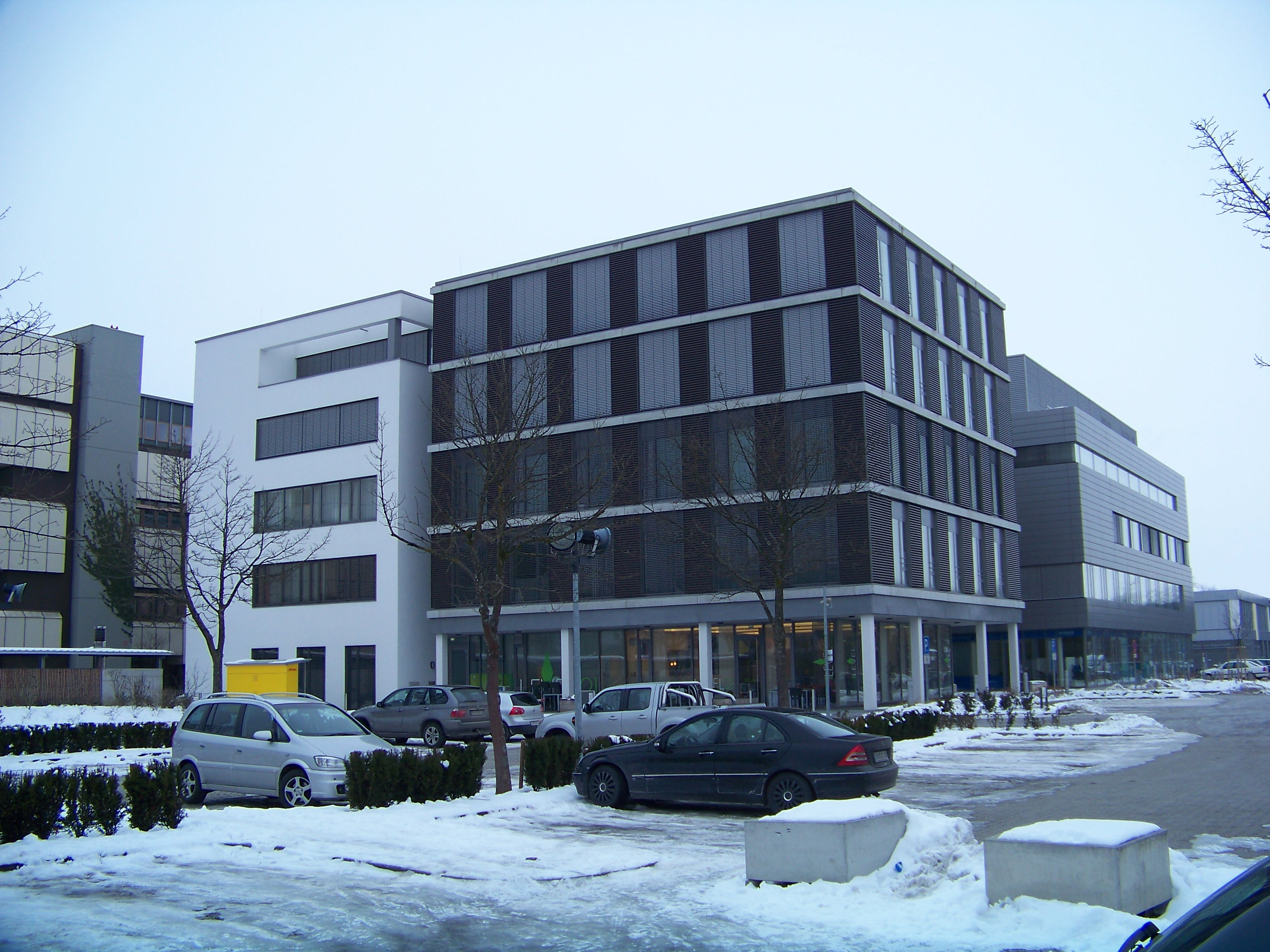
Medizinisches Versorgungszentrum Ingolstadt

### Interne Organisation
Um eine fachärztliche Versorgung sicherzustellen, ist das Klinikum in entsprechende Bereiche organisiert:
- Klinik für Akutgeriatrie
- Chirurgische Klinik für Allgemein-, Viszeral- und Thoraxchirurgie[9]
- Klinik für Anästhesie und Intensivmedizin, Palliativmedizin und Schmerzmedizin
- Frauenklinik
- Klinik für Gefäßchirurgie
- Klinik für Kinder- und Jugendchirurgie
- Klinik für Kardiologie und Internistische Intensivmedizin (Medizinische Klinik I)
- Klinik für Gastroenterologie, Hepatologie, Diabetologie und Hämatologie-Onkologie (Medizinische Klinik II)
- Klinik für Nephrologie (Medizinische Klinik III)
- Klinik für Pneumologie, Beatmungsmedizin und Thorakale Onkologie (Medizinische Klinik IV)
- Klinik für Neurochirurgie
- Klinik für Neurologie
- Klinik für Akut- und Notfallmedizin
- Klinik für Urologie

### Zentren und Institute
In speziellen Zentren findet eine auf bestimmte Krankheitsbilder abgestimmte Schwerpunktversorgung in interprofessioneller und interdisziplinärer Zusammenarbeit statt. Hierzu gehört das Zentrum für Orthopädie und Unfallchirurgie als überregionales Traumazentrum, das über einen Computertomografen verfügt und ein eigenes optimiertes Transportsystem entwickelt hat. Das Ingolstädter Traumazentrum versorgt jährlich etwa 150 schwerstverletzte Patienten. Weitere Zentren sind das Zentrum für psychische Gesundheit, ein Mutter-Kind-Zentrum, das Brustzentrum, die Palliativstation, das Darm-Zentrum, das Zentrum für Radiologie und Neuroradiologie, das gynäkologische Krebszentrum, das Ambulante OP-Zentrum, das Prostatakarzinom-Zentrum, das Shunt-Zentrum, das sportmedizinische Zentrum, das Onkologische Zentrum, das Interdisziplinäre Wirbelsäulenzentrum und ein Studienzentrum.
Zum Klinikum Ingolstadt gehören zudem folgende Institute:
- Institut für Laboratoriumsmedizin
- Institut für Nuklearmedizin
- Institut für Physikalische und Rehabilitative Medizin
- Institut für Strahlentherapie und radiologische Onkologie
- Institut für Radiologie und Neuroradiologie

### Innovationen
Die Thoraxchirurgie des Klinikum Ingolstadt wendet eine neuartige Methode der Lungenoperation ohne künstliche Beatmung an. Im Januar 2023 wurde erstmals ein an Lungenkrebs und an COPD vorerkrankter Patient nach dieser Methode an der Lunge operiert. Die Patienten werden hierbei nicht vollständig betäubt, sondern in einem Stadium des Dämmerschlafs gehalten und erhalten Schmerzmittel und lokale Betäubung. Die Methode kommt nur bei kleineren Eingriffen zur Anwendung, bei denen kein Lungengewebe entfernt wird.

### Medizinisches Versorgungszentrum
An das Klinikum angeschlossenen ist das Ingolstädter Medizinische Versorgungszentrum (MVZ). Der viergeschossige Bau ist durch zwei Übergänge mit dem Hauptgebäude verbunden und beherbergt neben einer Apotheke und einem Café mehrere Arztpraxen, über die die ambulante Patientenversorgung an die stationäre Versorgung angenähert wurde – ähnlich einer Poliklinik.

### Rettungshubschrauber

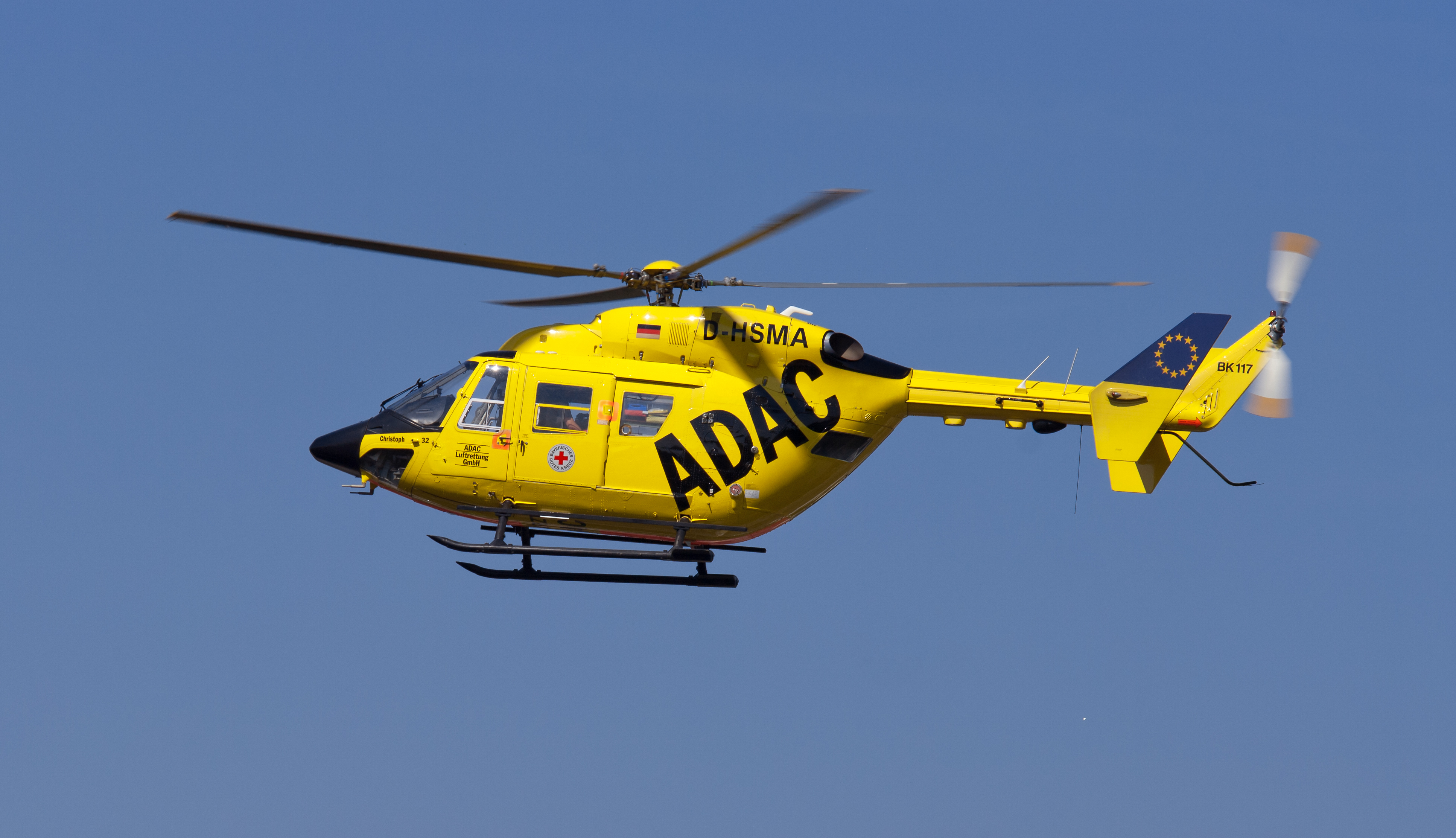
Christoph 32, hier noch als MBB BK 117 (2012)

Am 10. Juli 1991 wurde der Rettungshubschrauber Christoph 32 vom Typ MBB/Kawasaki BK 117 in Dienst gestellt. 1995 bekam das Luftrettungszentrum einen neuen Hangar. 1998 wurde der Standort zum Schulungszentrum für Kopiloten der ADAC Luftrettung. Vom Klinikum aus werden jährlich rund 1300 Einsätze geflogen. Der Einsatzradius beträgt etwa 70 km. Am 27. März 2015 übergab Airbus Helicopters den ersten H 135 an den ADAC zur Stationierung in Ingolstadt.

## Architektur und Kunst
Das Klinikum wurden von den Münchner Architekten Georg Alexander Roemmich, Hans-Joachim Ott und Albert Zehentner entworfen. 1979 gestaltete der Ingolstädter Künstler Pius Eichlinger das 2 auf 3 Meter große Keramikrelief in der Eingangshalle des Klinikums. Der weitläufige Patientengarten wurde im Jahr 1992 in die Landesgartenschau mit einbezogen. Außerdem befinden sich im Patientengarten Skulpturen aus Carrara-Marmor.